# Mimosybra negrosensis
Mimosybra negrosensis är en skalbaggsart som beskrevs av Stefan von Breuning 1970. Mimosybra negrosensis ingår i släktet Mimosybra och familjen långhorningar.
Artens utbredningsområde är Filippinerna. Inga underarter finns listade i Catalogue of Life.